# Jan Kochanowski (polityk)
Jan Kochanowski (ur. 21 czerwca 1949 w Świebodzinie) – polski polityk, działacz partyjny, poseł na Sejm III, IV, V i VI kadencji.

## Życiorys
W 1988 ukończył studia na Wydziale Nauk Społeczno-Politycznych Akademii Nauk Społecznych przy KC PZPR w Warszawie. Pracował w Ochotniczych Hufcach Pracy w Gorzowie Wielkopolskim.
Od 1968 do 1990 był członkiem Polskiej Zjednoczonej Partii Robotniczej, w latach 1988–1990 kierował kancelarią KW PZPR w Gorzowie Wielkopolskim. Od 1990 do 1999 należał do Socjaldemokracji Rzeczypospolitej Polskiej, następnie przystąpił do Sojuszu Lewicy Demokratycznej.
W latach 1992–1993 był dyrektorem spółki „Hortex”. Od 1993 do 1997 sprawował funkcję przewodniczącego sejmiku samorządowego województwa gorzowskiego. Od 1998 do 2001 pełnił funkcję radnego i przewodniczącego sejmiku lubuskiego I kadencji. W 1997, 2001 i 2005 uzyskiwał mandat poselski z ramienia SLD. W wyborach parlamentarnych w 2007 po raz czwarty został wybrany na posła, kandydując z listy koalicji Lewica i Demokraci i otrzymując 17 824 głosy w okręgu lubuskim. W kwietniu 2008 został posłem klubu Lewica (od września 2010 działającego jako klub SLD). W 2011 nie uzyskał reelekcji na kolejną kadencję. Został wiceprzewodniczącym założonego w 2012 przez Dariusza Jacka Bachalskiego stowarzyszenia Tylko Gorzów. W 2014 z listy SLD Lewica Razem bez powodzenia kandydował do sejmiku lubuskiego. W 2015 ponownie wystartował do Sejmu jako kandydat Zjednoczonej Lewicy.
W latach 1999–2001 był prezesem Związku Piłki Ręcznej w Polsce.